# Alperstedter See
Der Alperstedter See ist mit einer Fläche von 65,5 Hektar der größte der Erfurter Seen und auch unter dem Namen Lago di Alpi bekannt.

## Lage und Entstehung
Der See liegt in der Gemarkung Nöda, nördlich von Erfurt, der Landeshauptstadt von Thüringen. Erreichbar ist das Gewässer über die Autobahn A 71 und die Erfurter Ostumfahrung. Der rund 1400 Meter lange See ist aus einer Kiesgrube entstanden. Diese wurde ab 1969 als Kieswerk Alperstedt durch das damalige Baustoffkombinat Sömmerda betrieben. Von 1990 bis 2005 erfolgte die Rohstoffgewinnung durch die Kies und Beton GmbH Erfurt. Die Renaturierung des nördlichen Ufers war für 2018 vorgesehen, da es noch für die Aufbereitung von Kies aus dem Pfaffenstiegsee genutzt wurde.

## Nutzung

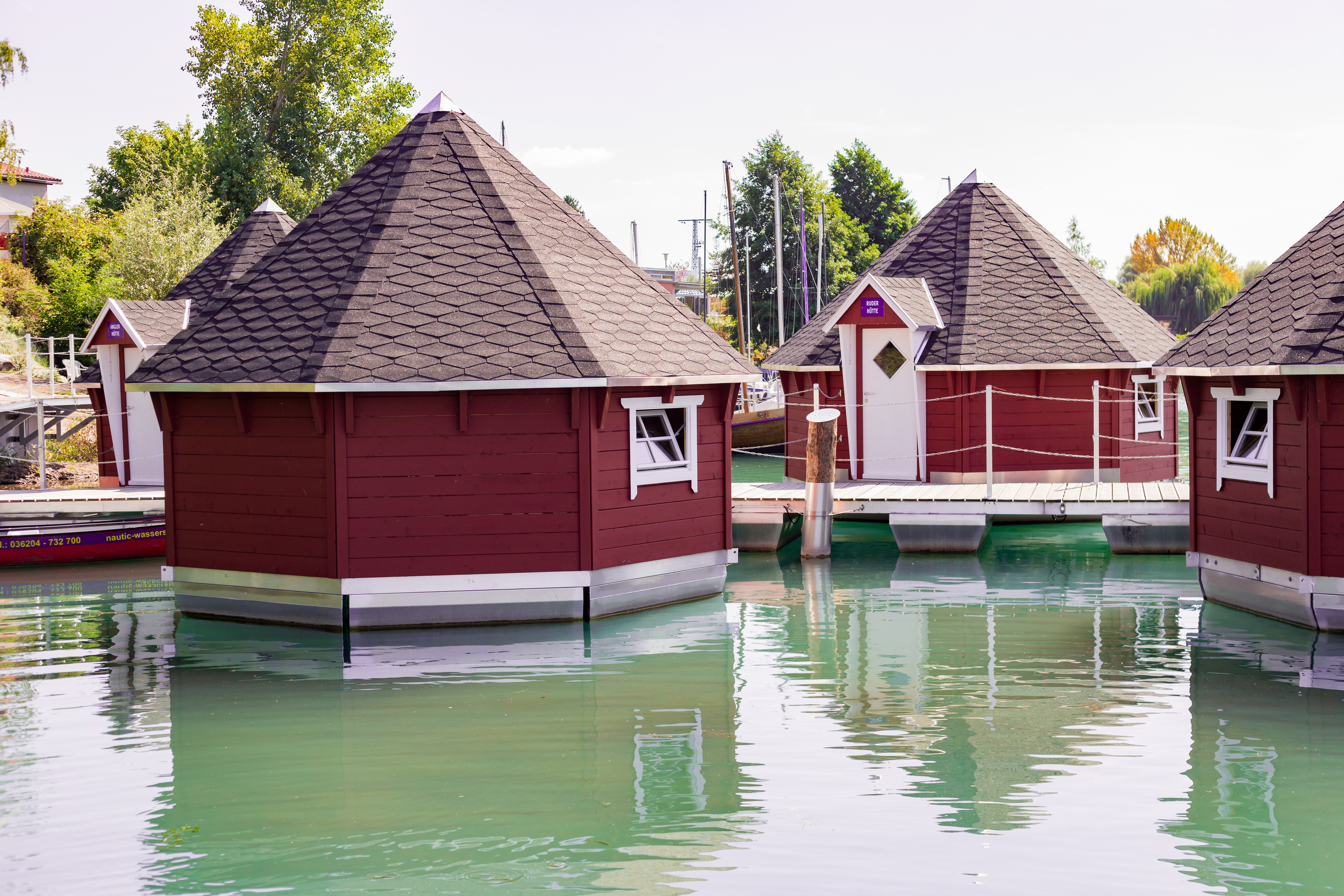
Schwimmende Hütten am Alperstedter See

Der See wird für die Freizeitgestaltung genutzt. Die Sportarten Segeln, Surfen, Tauchen und Schwimmen können bereits ausgeübt werden.
Der See ist das Heimatrevier des Segelclubs Club maritim Erfurt, der auf dem Gewässer Ranglistenwettfahrten durchführt.
Das Seeufer vom Beizberg bis zum „Treff am See“ wird von der Gemeinde Nöda verwaltet. Die übrigen Bereiche befinden sich in Privatbesitz. Sie gehören unter anderem dem Kiesunternehmen.
Im August 2020 ließ die Gemeinde auf Veranlassung des Gemeinschaftsvorsitzenden der Verwaltungsgemeinschaft Gramme-Vippach und des Bürgermeisters Stefan Berth Schilder aufstellen, welche das Baden, Grillen und Campieren am Alperstedter See untersagen.
Es wurde befürchtet, dass die Gemeinde andernfalls bei Badeunfällen haftbar gemacht werden könnte. Während der Corona-Epidemie war es zu einer starken Zunahme der Badegäste gekommen, welche Müll am See hinterließen und für deren Autos keine Parkplätze zur Verfügung stünden.
Seit Fertigstellung des Campingplatzes "ThürKies" kann dort gegen eine geringe Gebühr gebadet und geparkt werden.